# Verónika Mendoza
Verónika Fanny Mendoza Frisch, (née à Cuzco, Pérou, le 9 décembre 1980) - aussi connue sous le nom Vero Mendoza - est une femme politique franco-péruvienne, membre du Congrès du Pérou, où elle représente la Région de Cuzco de 2011 à 2016.

## Vie privée
Verónika Mendoza est née dans le district de San Sebastián dans la province de Cuzco, dans la Cordillère des Andes dans le sud du Pérou. 
Elle est la fille de Marcelino Mendoza, paysan indigène, et de Gabrielle Marie Frisch d'Adhémar, une professeure de mathématiques française. Elle a la double nationalité franco-péruvienne et parle couramment le quechua.
Elle étudie à l'école de la Vierge del Carmen, dans la ville de Cuzco, puis à l’université Paris-Diderot, où elle obtient une licence de psychologie en 2003. Elle est également titulaire d'une maîtrise en sciences sociales qu'elle obtient à l'Institut des hautes études de l'Amérique latine (IHEAL) et d'une maîtrise d'enseignement de l'espagnol comme langue seconde de l’université nationale d'enseignement à distance de Madrid (Espagne), en 2009.
Verónika Mendoza a enseigné la langue espagnole à Paris. Plus tard, elle a travaillé comme instructrice à l'association Pukllasunchis à Cuzco, et en tant que professeur à l'université nationale de l'Altiplano dans Puno.

## Parcours politique
Pendant qu'elle était en Europe, Verónika Mendoza a travaillé en tant que coordinateur des comités de soutien pour le Parti nationaliste péruvien. De retour au Pérou, elle est nommée secrétaire de presse pour les jeunes du parti en 2009, puis porte-parole de la commission des femmes, en 2010.
Pendant les élections générales péruviennes de 2011, elle est candidate au Congrès du Pérou, en tant que représentante de Cuzco pour la coalition Gana Perù et est élue avec 47 088 votes le 28 juillet 2011. Son mandat expire en juillet 2016.
En 2011, elle a été nommée vice-présidente du comité pour la culture et le patrimoine culturel du Congrès du Pérou. 
Elle est aussi membre de la commission pour la population des Andes, de l'Amazonie, et afro-péruvienne, l'environnement et l'écologie, et du Groupe pour la campagne de défense de l'eau et du territoire. 
Elle a aussi été le chef de la délégation du Congrès à Cuzco. 
Le 4 juin 2012, Mendoza démissionne de la délégation Gana Perú au Congrès, à la suite de la répression violente des manifestants et grévistes dans la province d'Espinar. 
En 2015, elle rejoint le Movimiento Sembrar (es), parti allié au Frente Amplio.

### Candidature présidentielle de 2016
Lors des élections générales péruviennes de 2016, Mendoza est la candidate du Frente Amplio, après avoir gagné les primaires de son parti en octobre 2015.
Créditée au départ de 2 % des intentions de vote, elle progresse rapidement dans les sondages, représentant pour ses sympathisants une alternative à une classe politique traditionnellement néolibérale et proche des milieux d’affaires. Elle fait figure de favorite des intellectuels péruviens ; plusieurs centaines d’entre eux, écrivains et cinéastes, lui ont apporté leur soutien dans une lettre ouverte. D'origine indigène par son père, elle porte régulièrement des vêtements traditionnels caractérisés par les broderies de sa région, ce qui lui a valu de nombreuses moqueries dans certains médias péruviens.
Pour le premier tour des élections générales péruviennes de 2016, 18,74 % des participants ont voté pour Verónika Mendoza, ce qui la place en troisième position après Keiko Fujimori et Pedro Pablo Kuczynski. Elle appelle à voter pour ce dernier au second tour, le jugeant « moins dangereux  » que son adversaire, héritière politique d'Alberto Fujimori.

### Candidature présidentielle de 2021
Verónika Mendoza représente le mouvement Juntos por el Perú, qui rassemble plusieurs petits partis de gauche, lors des élections générales de 2021.
Se déclarant notamment féministe et anti-impérialiste, elle défend la décriminalisation de l'avortement et affirme vouloir renforcer la législation environnementale même si cela devait nuire aux intérêts des compagnies minières. Sur les questions économiques, elle souhaite suspendre les exonérations fiscales bénéficiant aux grandes entreprises, créer un impôt sur la fortune et augmenter les investissements publics. La candidate propose également d’adopter par référendum une nouvelle Constitution donnant à l’État un rôle plus actif sur les questions économiques. Elle met l'accent sur l'intégration régionale latino-américaine notamment en relançant l'Unasur, la Celac et la Communauté andine. Elle est considérée avec méfiance par les marchés financiers et les médias, qui l'associent au Venezuela et soutiennent que le Pérou connaitrait une crise économique semblable à ce pays si elle venait à être élue.
Verónika Mendoza arrive en sixième position du premier tour, avec 7,9 % des suffrages exprimés, soit onze points de moins qu’en 2016. Elle apporte son soutien à Pedro Castillo en vue du second tour face à Keiko Fujimori.